# Interalpen-Hotel Tyrol
Das Interalpen-Hotel Tyrol (amtliche Schreibweise Inter-Alpen-Hotel) in Telfs liegt in Alleinlage am Seefelder Plateau auf 1300 m ü. A., zwischen der Telfer Ortschaft Buchen und dem Wildmoossee, etwa 4 km westlich von Seefeld. Der zur Bauzeit aus Naturschutz- und Raumordnungssicht umstrittene Bau gehört seit seiner Eröffnung im Jahre 1985 zur Firmengruppe Liebherr.

## Geschichte
Nach dem Rückzug aus dem operativen Geschäft seiner Firmengruppe hatte Hans Liebherr Mitte der 1970er Jahre die Idee, ein Luxushotel auf der Buchener Höhe zu errichten. Der Bau des für örtliche Verhältnisse überdimensionierten Hotels fernab einer Siedlung war aus Gründen des Naturschutzes und der Raumordnung äußerst umstritten. Nur durch Intervention Liebherrs und des Telfer Bürgermeisters Helmut Kopp bei Landeshauptmann Eduard Wallnöfer konnte die Baubewilligung erreicht werden, in Telfs besteht seit 1976 ein Liebherrwerk. Auch von den Seefelder Hoteliers wurde das Hotel anfangs als unliebsame Konkurrenz bekämpft.
Im April 1981 wurde mit dem Bau des Gebäudes begonnen, 1985 wurde der Komplex fertiggestellt und das Hotel eröffnet. Nach 1988 wurde im Jahr 2015 zum zweiten Mal die umstrittene Bilderberg-Konferenz im Hotel veranstaltet. Das Hotel war das erste 5-Sterne-Superior-Hotel in Österreich.

## Ausstattung & Bauprojekte

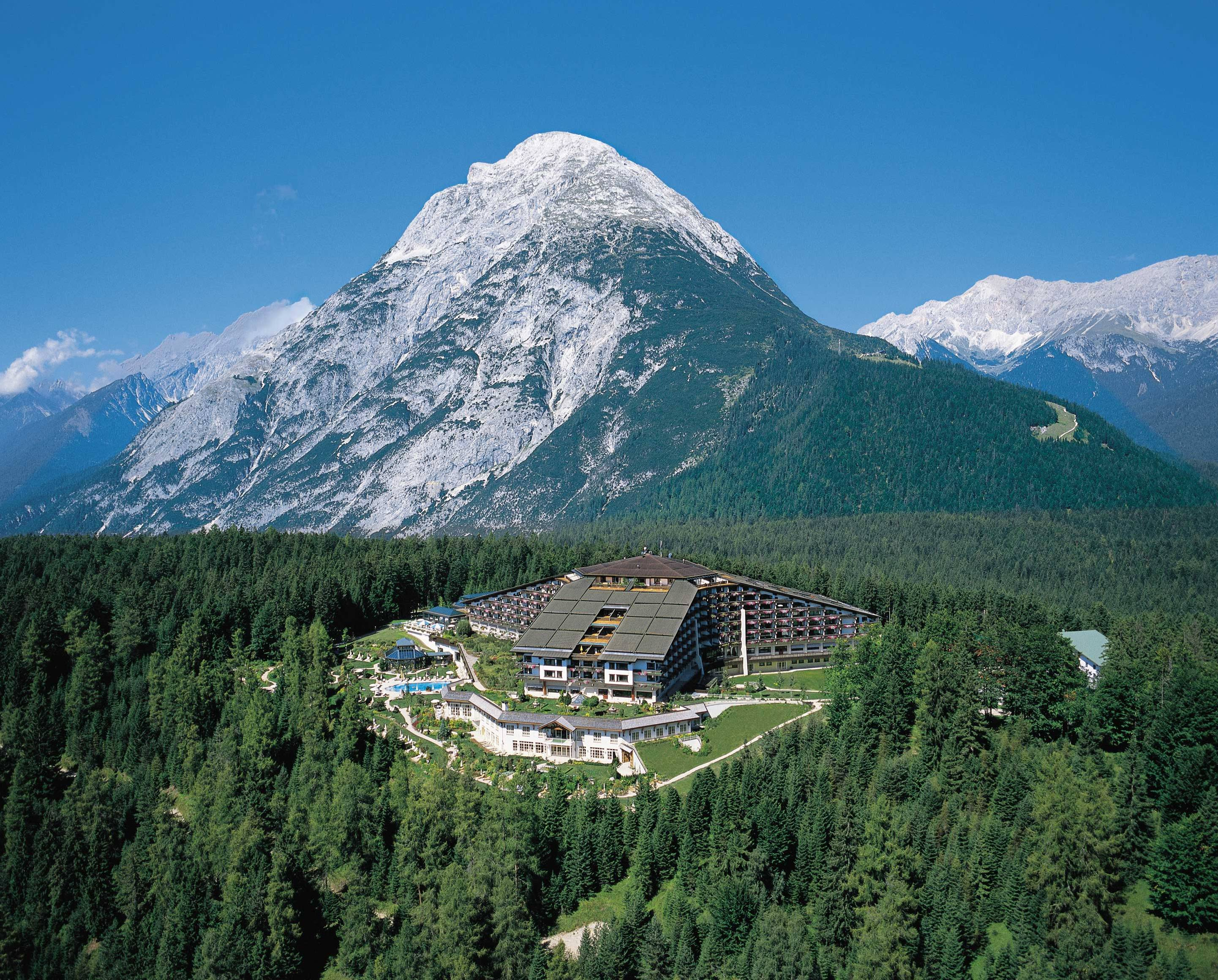
Das Interalpen-Hotel vor der Hohen Munde

Der Baukörper des Interalpen-Hotel Tyrol hat die Form eines dreizackigen Sternes mit über 100 m Spannweite, von den Flügeln 3-geschoßig bis 8-geschoßig im Zentrum aussteigend, wo sich ein weiteres penthausartiges Turmgeschoß erhebt. Die drei Fassaden stellen sich in durchgängiger Balkonage dar. Die Infrastruktur befindet sich in den teils begrünten, teils unterirdischen Geschoßen. Das Interieur ist heute in traditionellem Tiroler Landhausstil gehalten.
Im Jahr 2002 wurde der Wellnessbereich renoviert und 2011 der Poolbereich ausgebaut. 2004 folgte die Erweiterung des Restaurants und von 2007 bis 2010 wurden zunächst alle 282 Hotelzimmer und Suiten und danach der Konferenzbereich renoviert. 2012 fanden größere Umbauten statt: Der Salon Bellevue, das Café Wien und die Smokers‘ Lounge wurden errichtet und durch ein neues Foyer miteinander verbunden. Im Jahr 2014 eröffnete die mit Kochbar, Tanzfläche und Lounge ausgestattete Hofburg als hauseigene Eventlocation. 2016 wurde die Textilsauna gebaut und das Tiroler Saunadorf neugestaltet und vergrößert. Ein Jahr später folgte die Erneuerung des Health & Beauty Bereichs sowie die Integration des Private Spa. Im Jahr 2017 eröffnete die Interalpen-Alm, die ca. 500 m entfernt vom Hotel gelegen ist. 2019 folgte eine Erweiterung des Zimmerangebots auf dem siebten Stock des Interalpen-Hotel Tyrol mit sieben Panorama-Suiten.